# 레들리스 칩 캐리어
레들리스 칩 캐리어(leadless chip carrier, LCC)는 집적회로용 패키지의 한 종류이다. 레들리스 칩 캐리어는 노출된 핀이 없고, 대신에 둥근핀은 세라믹 패키지의 가장자리 내부에 포함되어 있다.

## 같이 보기
- PLCC